# باول روبنسون
باول روبنسون (بالإنجليزية: Paul Robinson)‏ (21 فبراير 1971 بنوتنغهام في المملكة المتحدة - ) هو لاعب كرة قدم بريطاني في مركز الهجوم. لعب مع نادي بليموث أرجايل ونادي بوري ونادي سكاربورو ونادي هيرفورد وبرومزغروف روفرز ‏ وأرنولد تاون ونادي تشيلتنهام تاون لكرة القدم.

## وصلات خارجية
- باول روبنسون على موقع قاعدة بيانات كرة القدم.إي يو (الإنجليزية)